# الحلم
الحِلْمُ (في  اللغةً ): الأَناةُ والعقل، وجمعه: أَحْلام وحُلُومٌ. والحِلْم خلافُ الطَّيش. يقال: حَلُمْتُ عنه أحلُم، فأنا حليمٌ والحِلْم ( اصطلاحًا) عُرِّف بعدَّة تعريفات منها:
- (ضبط النَّفس والطَّبع عن هيجان الغضب).[3]
- وقيل: (الطُّمَأْنِينَة عند سَوْرَة الغضب، وقيل: تأخير مكافأة الظَّالم).[4]
- وقيل هو: (اسم يقع على زمِّ النَّفس عن الخروج عند الورود عليها، ضدُّ ما تحبُّ إلى ما نهي عنه. فالحِلْم يشتمل على المعرفة والصَّبر والأَنَاة).[5]

## الفرق بين الحلم وغيره من المعاني

### الفرق بين الحِلْم والصَّبر
الحِلْم هو الإمْهَال بتأخير العقاب المستحقِّ... ولا يصحُّ الحِلْم إلَّا ممَّن يقدر على العقوبة وما يجري مجراها... والصَّبر حبس النَّفس لمصادفة المكروه وصَبَر الرَّجل حَبَس نفسه عن إظهار الجزع.

### الفرق بين الحِلْم والأَنَاة والرِّفق
وأمَّا الأَنَاة: فهي التَّأنِّي في الأمور وعدم العجلة، وألَّا يأخذ الإنسان الأمور بظاهرها فيتعجَّل ويحْكُم على الشَّيء قبل أن يتأنَّى فيه وينظر.
وأمَّا الرِّفق: فهو معاملة النَّاس بالرِّفق والهون حتى وإن استحقُّوا ما يستحقُّون مِن العقوبة والنَّكال، فإنَّه يرفُق بهم.

### الفرق بين الحِلْم والوَقَار
الوَقَار: الهدوء وسكون الأطراف، وقلَّة الحركة في المجلس، ويقع أيضًا على مفارقة الطَّيش عند الغضب، مأخوذ مِن الوَقْر وهو: الحِمْل.

### الفرق بين الحِلْم والإمْهَال
أنَّ كلَّ حلمٍ إمهالٌ، وليس كلُّ إمهالٍ حلمًا.

## ورود الحلم في القرآن الكريم
- ﴿خُذِ الْعَفْوَ وَأْمُرْ بِالْعُرْفِ وَأَعْرِضْ عَنِ الْجَاهِلِينَ ۝١٩٩﴾ [الأعراف:199]

- ووصف الله تعالى أنبيائه بالحِلْم : ﴿فَبَشَّرْنَاهُ بِغُلَامٍ حَلِيمٍ ۝١٠١﴾ [الصافات:101]

- يقول ابن تيمية (وقد انطوت البشارة على ثلاثٍ: 1-على أنَّ الولد غلامٌ ذكرٌ، 2-وأنَّه يبلغ الحِلْم، 3-وأنَّه يكون حليمًا، وأيُّ حلمٍ أعظم مِن حلمه حين عرض عليه أبوه الذَّبح فقال: سَتَجِدُنِي إِن شَاء اللَّهُ مِنَ الصَّابِرِينَ .وقيل: لم ينعت الله الأنبياء بأقلَّ مِن الحِلْم ونعت إبراهيم به في قوله تعالى في التوبة:﴿وَمَا كَانَ اسْتِغْفَارُ إِبْرَاهِيمَ لِأَبِيهِ إِلَّا عَنْ مَوْعِدَةٍ وَعَدَهَا إِيَّاهُ فَلَمَّا تَبَيَّنَ لَهُ أَنَّهُ عَدُوٌّ لِلَّهِ تَبَرَّأَ مِنْهُ إِنَّ إِبْرَاهِيمَ لَأَوَّاهٌ حَلِيمٌ ۝١١٤﴾ [التوبة:114]،وفي هود:﴿إِنَّ إِبْرَاهِيمَ لَحَلِيمٌ أَوَّاهٌ مُنِيبٌ ۝٧٥﴾ [هود:75]؛ لأنَّ الحادثة شهدت بحلمه.).[8]
- ﴿وَسَارِعُوا إِلَى مَغْفِرَةٍ مِنْ رَبِّكُمْ وَجَنَّةٍ عَرْضُهَا السَّمَاوَاتُ وَالْأَرْضُ أُعِدَّتْ لِلْمُتَّقِينَ ۝١٣٣ الَّذِينَ يُنْفِقُونَ فِي السَّرَّاءِ وَالضَّرَّاءِ وَالْكَاظِمِينَ الْغَيْظَ وَالْعَافِينَ عَنِ النَّاسِ وَاللَّهُ يُحِبُّ الْمُحْسِنِينَ ۝١٣٤﴾ [آل عمران:133–134]

قال ابن كثير: ((وَالْكَاظِمِينَ الْغَيْظَ وَالْعَافِينَ عَنِ النَّاسِ)) أي: لا يعملون غضبهم في النَّاس، بل يكفون عنهم شرَّهم، ويحتسبون ذلك عند الله عزَّ وجلَّ.
ثمَّ قال تعالى: ((وَالْعَافِينَ عَنِ النَّاسِ)) أي: مع كفِّ الشَّرِّ يعفون عمَّن ظلمهم في أنفسهم، فلا يبقى في أنفسهم مَوجدة على أحد، وهذا أكمل الأحوال، ولهذا قال: وَاللّهُ يُحِبُّ الْمُحْسِنِينَ، فهذا مِن مقامات الإحسان).
- ﴿وَلَا تَسْتَوِي الْحَسَنَةُ وَلَا السَّيِّئَةُ ادْفَعْ بِالَّتِي هِيَ أَحْسَنُ فَإِذَا الَّذِي بَيْنَكَ وَبَيْنَهُ عَدَاوَةٌ كَأَنَّهُ وَلِيٌّ حَمِيمٌ ۝٣٤﴾ [فصلت:34]

قال ابن كثير: (أي: إذا أحسنت إلى مَن أساء إليك، قادته تلك الحسنة إليه إلى مصافاتك ومحبَّتك، والحنو عليك، حتى يصير كأنَّه وليٌّ لك حميم، أي: قريب إليك مِن الشَّفقة عليك والإحسان إليك. ثمَّ قال: ((وَمَا يُلَقَّاهَا إِلاَّ الَّذِينَ صَبَرُوا)) [فصِّلت:35]، أي: وما يقبل هذه الوصيَّة ويعمل بها إلَّا مَن صبر على ذلك، فإنَّه يشقُّ على النُّفوس، ((وَمَا يُلَقَّاهَا إِلاَّ ذُو حَظٍّ عَظِيمٍ)) أي: ذو نصيب وافر مِن السَّعادة في الدُّنْيا والآخرة.
قال علي بن أبي طلحة، عن ابن عباس  في تفسير هذه الآية: (أمر الله المؤمنين بالصَّبر عند الغضب، والحِلْم عند الجهل، والعفو عند الإساءة، فإذا فعلوا ذلك عصمهم الله مِن الشَّيطان، وخضع لهم عدوُّهم كأنَّه وليٌّ حميم).

## ورود الحلم في السنة
- قال ﷺ لأشجِّ عبد القيس: (إنَّ فيك لخصلتين يحبُّهما الله: الحِلْم والأَنَاة).
- قال رسول الله ﷺ: (ليس الشَّديد بالصُّرَعَة إنَّما الشَّديد الذي يملك نفسه عند الغضب).[10]

قال ابن عبد البر: (في هذا الحديث مِن الفقه: فضل الحِلْم. وفيه دليلٌ على أنَّ الحِلْم: كتمان الغيظ. وأنَّ العاقل مَن مَلَك نفسه عند الغضب؛ لأنَّ العقل -في اللُّغة-: ضبط الشَّيء وحبسه منه).
- وعن أنس بن مالك قال: قال ﷺ: (التَّأنِّي مِن الله والعجلة مِن الشَّيطان وما أحدٌ أكثر معاذير مِن الله وما مِن شيءٍ أحبُّ إلى الله مِن الحِلْم).[12]

## الحلم في أقوال السلف والعلماء
- قال عمر بن الخطاب : (تعلَّموا العلم وتعلَّموا للعلم السَّكينة والحِلْم).[13]
- وقال علي بن أبي طالب : (ليس الخير أن يَكْثُر مالك وولدك، ولكنَّ الخير أن يَكْثُر علمك ويَعْظُم حلمك، وأن لا تباهي النَّاس بعبادة الله، وإذا أحسنت: حمدت الله تعالى، وإذا أسأت: استغفرت الله تعالى).[14]

| ينبغي لحامل القرآن أن يكون باكيًا محزونًا حكيمًا حليمًا سكينًا،ولا ينبغي لحامل القرآن أن يكون جافيًا ولا غافلًا ولا صخَّابًا ولا صيَّاحًا ولا حديدًا |
| —عبد الله بن مسعود |

- وقال معاوية بن أبي سفيان : (لا يبلغ العبد مبلغ الرَّأي حتى يغلب حِلْمُه جهله، وصبرُه شهوته، ولا يبلغ ذلك إلَّا بقوَّة الحِلْم).[15]
- وعن الحسن قال: (المؤمن حليمٌ لا يجهل وإن جُهِل عليه، حليمٌ لا يظلم، وإن ظُلِم غَفَر، لا يقطع، وإن قُطِع وصل، لا يبخل، وإن بُخلِ عليه صبر).[16]
- وقال أكثم بن صيفي: (دعامة العقل الحِلْم، وجماع الأمر الصَّبر، وخير الأمور العفو).[17]
- وقال مُرَّةً لعَرَابَة بن أوس: (بم سدت قومك يا عَرَابَة؟ قال: كنت أحْلُم عن جاهلهم، وأعطي سائلهم، وأسعى في حوائجهم...).[18]
- وقال الحسن البصري في تفسير قوله تعالى (في سورة الفرقان): ((وَإِذَا خَاطَبَهُمُ الْجَاهِلُونَ قَالُوا سَلامًا)): أي (حُلَمَاء: إن جُهِل عليهم لم يجهلوا).[19]

## مشاهد من حِلْم النبي والصحابة
- عن عائشة رضي الله عنها أنَّها قالت للنَّبيِّ ﷺ: هل أتى عليك يومٌ كان أشدَّ مِن يوم أُحُدٍ؟ قال: لقد لقيت مِن قومك ما لقيت، وكان أشدُّ ما لقيت منهم: يوم العقبة، إذ عرضت نفسي على ابن عبد ياليل بن عبد كُلَالٍ، فلم يجبني إلى ما أردت، فانطلقت وأنا مهمومٌ على وجهي، فلم أستفق إلَّا وأنا بقرن الثَّعالب، فرفعت رأسي فإذا أنا بسحابة قد أظلَّتني، فنظرت فإذا فيها جبريل، فناداني، فقال: إنَّ الله قد سمع قول قومك لك، وما ردُّوا عليك، وقد بعث الله إليك ملك الجبال لتأمره بما شئت فيهم. فناداني ملك الجبال، فسلَّم عليَّ، ثمَّ قال: يا محمَّد، فقال: ذلك فيما شئت، إن شئت أن أطبق عليهم الأخشبين، فقال النَّبيُّ ﷺ: بل أرجو أن يُخْرِج الله مِن أصلابهم مَن يعبد الله وحده لا يشرك به شيئًا)).[20]
- عن أنس  قال: ((كان رسول الله ﷺ مِن أحسن النَّاس خُلُقًا، فأرسلني يومًا لحاجة، فقلت: والله لا أذهب، وفي نفسي أن أذهب لما أمرني به نبيُّ الله ﷺ، قال: فخرجت حتى أمرَّ على صبيان وهم يلعبون في السُّوق، فإذا رسول الله ﷺ، قابضٌ بقفاي مِن ورائي، فنظرت إليه وهو يضحك، فقال: يا أنيس! اذهب حيث أمرتك، قلت: نعم، أنا أذهب يا رسول الله. قال أنس: والله لقد خدمته سبع سنين أو تسع سنين ما علمت قال لشيء صنعتُ: لم فعلتَ كذا وكذا؟ ولا لشيء تركتُ: هلَّا فعلتَ كذا وكذا؟)).[21]
- وعن عبد الله بن مسعود  قال: ((كأنِّي أنظر إلى النَّبيِّ ﷺ يحكي نبيًّا مِن الأنبياء ضربه قومه فأدموه، فهو يمسح الدَّم عن وجهه، ويقول: ربِّ اغفر لقومي فإنَّهم لا يعلمون)).[22]

- قال النَّوويُّ: (فيه ما كانوا عليه ﷺ مِن الحِلْم والتَّصبُّر والعفو والشَّفقة على قومهم، ودعائهم لهم بالهداية والغفران، وعذرهم في جنايتهم على أنفسهم بأنَّهم لا يعلمون، وهذا النَّبيُّ المشار إليه مِن المتقدِّمين، وقد جرى لنبيِّنا ﷺ مثل هذا يوم أحد).[23]

- عن أنس بن مالك  قال: ((كنت أمشي مع رسول الله ﷺ، وعليه بردٌ نجرانيٌّ غليظ الحاشية، فأدركه أعرابيٌّ، فجبذه(1) بردائه جبْذَةً شديدةً، حتى نظرت إلى صفحة عاتق رسول الله ﷺ قد أثَّرت بها حاشية البُرْد مِن شدَّة جَبْذَته، ثمَّ قال:يا محمَّد! مُرْ لي مِن مال الله الذي عندك، فالتفت إليه رسول الله ﷺ ثمَّ ضحك، ثمَّ أمر له بعطاء))[24]

(1)- جبذه: أي جذبه وشدَّه إليه بخشونة.
- وعن أنس بن مالك : ((أن امرأة يهودية أتت رسول الله ﷺ بشاة مسمومة، فأكل منها. فجيء بها إلى رسول الله ﷺ. فسألها عن ذلك، فقالت: أردت لأقتلك. قال: ما كان الله ليسلطك على ذاك، قال: أو قال: علي، قال: قالوا: ألا نقتلها؟ قال: لا، قال: فما زلت أعرفها في لهوات رسول الله ﷺ)).[20]
- وعن أبي هريرة  أنَّ رجلًا أتى النَّبيَّ ﷺ يتقاضاه فأغلظ، فهمَّ به أصحابه، فقال رسول الله ﷺ: دعوه فإنَّ لصاحب الحقِّ مقالًا. ثمَّ قال: أعطوه سِنًّا مِثْل سِنِّه، قالوا: يا رسول الله، لا نجد إلَّا أمثل(1) مِن سِنِّه، فقال: أعطوه، فإنَّ مِن خيركم أحسنكم قضاءً)).[26]

(1)- أمثل: أفضل، أحسن.
- جاء أعرابي يتقاضى النبي ﷺ بعيراً له، أي: يطلب منه قضاء ماله عنده، (فأغلظ) أي: الدائن -كعادة الأعراب- (له): اللام فيه للتبليغ والضمير للنَّبي ﷺ، (فهم به أصحابه) أي: أرادوا أن يفعلوا به جزاء إغلاظه، (فقال النبي ﷺ دعوه) أي: اتركوه وعلل الأمر بقوله: (فإن لصاحب الحق مقالاً) أي: نوعاً خاصاً من المقال، وهو ما فيه علو على المدين (ثم قال: أعطوه سِناً مثل سنه) طلباً للمماثلة في القضاء. -قال الحافظ في الفتح: المخاطب بذلك أبو رافع مولى النبي ﷺ، كما أخرجه مسلم- (فقالوا: يا رسول الله لا نجد إلا أمثل) أي: إلا سناً أعلى (من سنه قال: أعطوه) أي: الأعلى (فإن خيركم أحسنكم قضاء)أي: خيركم في المعاملة).[27]
- قال رجل لعمرو بن العاص : والله لأتفرَّغنَّ لك، قال: هنالك وقعت في الشُّغل، قال: كأنَّك تهدِّدني، والله لئن قلت لي كلمة لأقولنَّ لك عشرًا، فقال عمرو: وأنت والله لئن قلتَ لي عشرًا، لم أقلْ لك واحدة.[28]
- سَبَّ رجلٌ ابن عباس ، فقال ابن عبَّاس: (يا عكرمة هل للرَّجل حاجة فنقضيها؟ فنكَّس الرَّجل رأسه، واستحى ممَّا رأى مِن حلمه عليه).[29]
- شَتم رجلٌ أبا ذَرٍّ  فقال: (يا هذا، لا تُغرق في شَتمنا ودَع للصُّلح مَوضعًا، فإنَّا لا نكافئ مَن عصى الله فينا بأكثر مِن أن نُطيع الله فيه).[30]
- كان الرَّجل يقول لمعاوية : والله لتستقيمنَّ بنا يا معاوية، أو لنقوِّمنَّك، فيقول: بماذا؟ فيقولون بالخشب، فيقول: إذًا أستقيم.[31]

## مما يعين على التَّخَلُّق بالحِلْم
1- تذكُّر كثرة حِلْم الله على عباده، وأنه من أسمائه تعالى: الحليم.
قال تعالى: ((وَاعْلَمُواْ أَنَّ اللّهَ يَعْلَمُ مَا فِي أَنفُسِكُمْ فَاحْذَرُوهُ وَاعْلَمُواْ أَنَّ اللّهَ غَفُورٌ حَلِيمٌ)) [البقرة: 235]
فالله تعالى حليم؛ يرى معصية العاصي ومخالفته لأمره فيمهله، قال أبو حاتم: (الواجب على العاقل، إذا غضب واحتدَّ، أن يذكر كثرة حلم الله عنه، مع تواتر انتهاكه محارمه، وتعدِّيه حرماته، ثمَّ يَحْلُم، ولا يخرجه غيظه إلى الدُّخول في أسباب المعاصي).
2- تذكُّر الأجر العظيم مِن الله تعالى لمن يكظم غيظه ويعفو عن النَّاس.
قال تعالى: ((وَسَارِعُواْ إِلَى مَغْفِرَةٍ مِّن رَّبِّكُمْ وَجَنَّةٍ عَرْضُهَا السَّمَاوَاتُ وَالأَرْضُ أُعِدَّتْ لِلْمُتَّقِينَ، الَّذِينَ يُنفِقُونَ فِي السَّرَّاء وَالضَّرَّاء وَالْكَاظِمِينَ الْغَيْظَ وَالْعَافِينَ عَنِ النَّاسِ وَاللّهُ يُحِبُّ الْمُحْسِنِينَ [آل عمران.
3- الرَّحمة والشفقة على الجاهل والضعيف.
قال تعالى (في سورة النحل): ((ادْعُ إِلَى سَبِيلِ رَبِّكَ بِالْحِكْمَةِ وَالْمَوْعِظَةِ الْحَسَنَةِ وَجَادِلْهُمْ بِالَّتِي هِيَ أَحْسَنُ إِنَّ رَبَّكَ هُوَ أَعْلَمُ بِمَنْ ضَلَّ عَنْ سَبِيلِهِ وَهُوَ أَعْلَمُ بِالْمُهْتَدِينَ))
4- كراهية رد السَّيِّئة بمثلها، والتَّرفع عن ذلك.
يقول جابر بن عبد الله : ((غزونا مع رسول الله ﷺ غزوة نَجْدٍ، فلمَّا أدركته القائلة وهو في واد كثير العِضَاه، فنزل تحت شجرة، واستظلَّ بها وعلَّق سيفه، فتفرَّق النَّاس في الشَّجر يستظلُّون، وبينا نحن كذلك إذ دعانا رسول الله ﷺ فجئنا، فإذا أعرابيٌّ قاعد بين يديه، فقال: إنَّ هذا أتاني وأنا نائمٌ، فاخترط سيفي، فاستيقظت وهو قائمٌ على رأسي مخترطٌ صلتًا، قال: مَن يمنعك مني؟ قلت: الله. فشَامَه ثمَّ قعد، فهو هذا، قال: ولم يعاقبه رسول الله ﷺ)).
5- اتقاء مضرة أو سوء أكبر قد يجره الرد على الإساءة.
وكان الأحنف بن قيس يقول: (مَن لم يصبر على كلمة سمع كلمات، ورُبَّ غيظٍ قد تجرَّعته مخافة ما هو أشدُّ منه، وأنشد:
رضيت ببعض الذُّل خوف جميعه **** كذلك بعض الشَّرِّ أهونُ مِن بعض.
7- تذكر المحاسن والأفضال أو العِشْرَة السابقة.
عن حفص بن غياث قال: (كنت جالسًا عند جعفر بن محمد، ورجل يشكو رجلًا عنده، قال لي كذا، وفعل لي كذا، فقال له جعفر: مَن أكرمك فأكرمه، ومَن استخفَّ بك فأكرم نفسك عنه).
وقال الشَّاعر:
(إنَّ الوفاء على الكريم فريضـة ***** واللُّؤم مقرون بذي الإخـلاف
وترى الكريم لمن يعاشر منصفًا ***** وترى اللَّئيم مجانب الإنصاف ).